# Castelo Duart

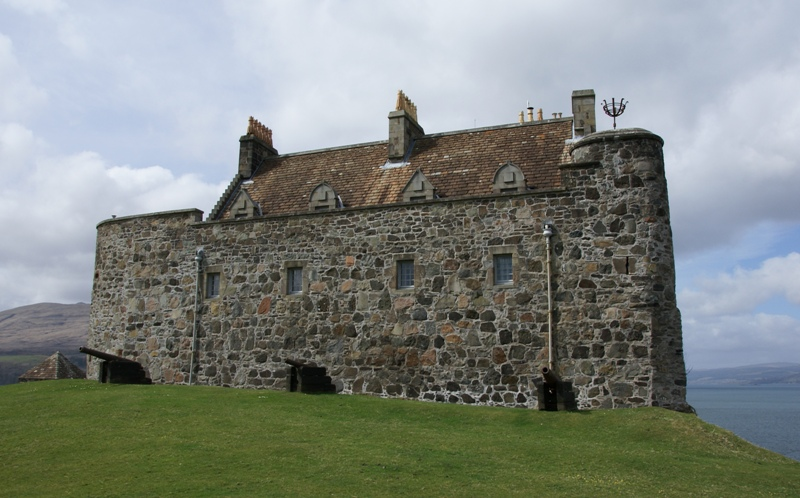
Castelo de Duart, Escócia.

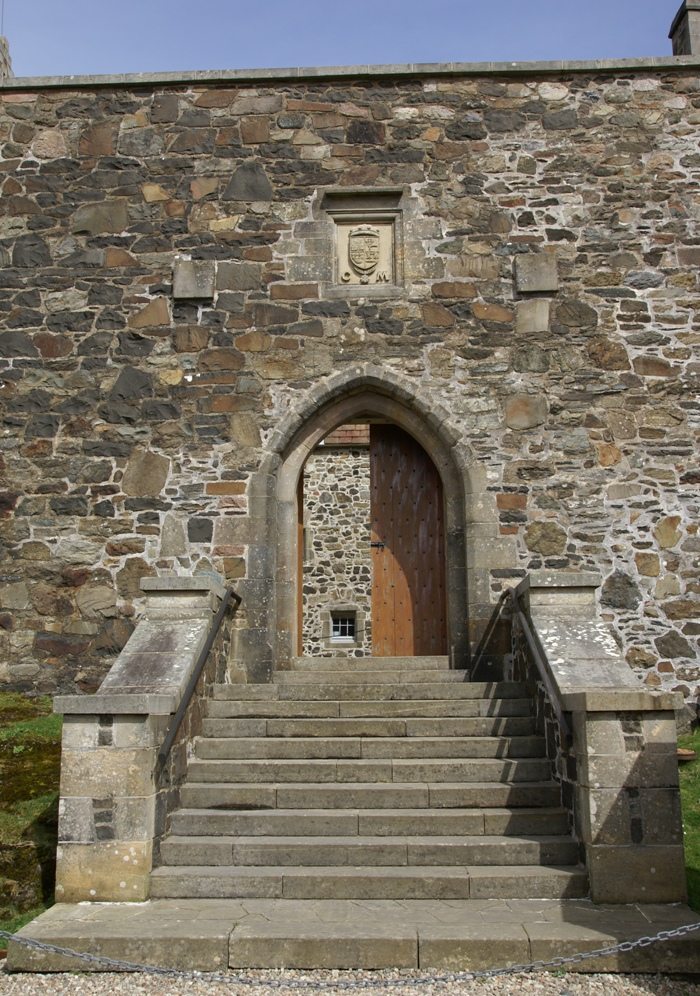
Castelo Duart, Escócia: portão de armas.

O Castelo Duart localiza-se próximo a Craignure, na ilha de Mull, no arquipélago das ilhas atlânticas de Argyll, na Escócia.
No século XIII foi o foco do poder do clã dos Mac Leans, que assumiu o vácuo de poder criado na região com a destruição dos Lordes das Ilhas, pelas forças do rei Jaime IV da Escócia.